# Дифферинтеграл Вейля
В математике дифферинтеграл Вейля - это оператор, определённый на интегрируемых функциях f единичного круга ({\displaystyle 2\pi } — периодичных) с нулевым средним (т. е. интеграл от f по периоду равен 0). Другими словами функция f может быть разложена в ряд Фурье:
{\displaystyle f(\varphi )=\sum _{n=-\infty }^{\infty }a_{n}e^{in\varphi }}
где {\displaystyle a_{0}=0}, или:
{\displaystyle f(\varphi )=\sum '_{n}a_{n}e^{in\varphi }},
где символ {\displaystyle \sum '_{n}} обозначает суммирование по всем натуральным {\displaystyle n} кроме 0.
Интеграл Вейля порядка {\displaystyle \alpha >0} определяется на разложении в ряд Фурье как:
{\displaystyle f^{\alpha }(\varphi )=\sum '_{n}{\frac {a_{n}e^{in\varphi }}{(in)^{\alpha }}}},
а производная Вейля порядка {\displaystyle \beta >0} определяется как:
{\displaystyle f_{\beta }(\varphi )={\frac {\partial ^{n}}{\partial \varphi ^{n}}}f_{n-\beta }(\varphi )}.
Таким образом, дифферинтеграл Вейля определён полностью.
Условие {\displaystyle a_{0}=0} необходимо в этих определениях, так как в противном случае возникало бы деление на 0.
Данное определение было введено Германом Вейлем в 1917 году.